# Rune Jansson
Rune Jansson (Skinnskatteberg, 29 maggio 1932 – Uddevalla, 24 novembre 2018) è stato un lottatore svedese, specializzato nella lotta greco-romana.

## Palmarès
- Giochi olimpici

Melbourne 1956: bronzo nei pesi medi.
- Mondiali

Budapest 1958: bronzo nei pesi massimi.